# Szirtes Artúr
Szirtes Artúr (Pancsova, 1884. szeptember 15. – Budapest, Terézváros, 1927. április 14.) magyar ügyvéd, jogszociológus, jogi szakíró, író, költő.

## Élete
1902-ben Budapesten a VI. kerületi Magyar Királyi Állami Kemény Zsigmond Gimnáziumban jeles eredménnyel tett érettségi vizsgát, majd beiratkozott a budapesti tudományegyetemre, ahol Pikler Gyula és Vámbéry Rusztem előadásait látogatta, végül jogtudományi doktorátust tett és ügyvédi oklevelet szerzett (1910), egyben az ügyvédi kamara is felvette lajstromába. 1909-ben felvették a Reform szabadkőműves páholyba, amelynek később helyettes főmestere is lett.
Tanulmányai, könyvismertetői a Huszadik Század, hasábjain jelentek meg, a szociális tartalmú jog megteremtésére irányuló törekvéseit németországi kollégái rokonszenvvel követték, pályája kiteljesedésében azonban neurózisa, és ennek köszönhető korai halála megakadályozta. 1910 és 1912 folyamán előadást tartott a Galilei Körben, Új-Zéland szocialisztikus államszervezete, illetve A szerződésekről címmel. A Huszadik Századon kívül cikkei és szépirodalmi munkái jelentek meg a Jövendőben, a Kis Lapban, a Magyar Hírmondóban, a Magyar Közéletben, a Nemzeti Iskolában, a Szinérváraljában, A Színházban, továbbá megjelent írása az Incze Henrik által szerkesztett Magyar Színészeti (Művészeti) Almanach 1906-os évfolyamában.
Elsősorban iparjoggal foglalkozott, ám irodalmi tevékenységet is folytatott, több verseskötete is megjelent. Elkötelezett híve volt a szociális jogalkotási mozgalomnak, szociológiai kutatások céljából több alkalommal járt külföldön, egy ízben Új-Zélandon. Itteni élményei nyomán írta meg az Új-Zéland mint "korunk legfejlettebb szocialisztikus szervezete" című tanulmányát, és ugyanezen címmel könyvet is írt az ország demokráciájáról (1910). Károlyi Mihály kormánya idején visszautasította a miniszteri tanácsosi pozícióit, 1919-ben sikkasztással vádolták meg, s a forradalmak után munkakedve és munka iránti lelkesedése is alábbhagyott. 1927-re az állandó megfeszített munka miatt idegi állapota megromlott, így előbb külföldre utazott üdülni, majd visszatért, ám rövid idő után ismét a neurózis jelei mutatkoztak, így 1927 márciusában újfent elutazott, ezúttal Abbáziába. Állapota nem javult, és visszatérte után nem sokkal, 1927. április 14-én megírta végrendeletét – búcsúleveleit már márciusban elkészítette –, majd öngyilkosságot követett el a terézvárosi Szív utca 18. alatti ház második emeletén lévő lakásban. Halálesetét egyik sógora, Stromwasser Leó zenetanár jelentette be. 1927. április 19-én temették el, a Kozma utcai izraelita temetőben nyugszik (3. bal Aa. parcella, 74. sor, 14. sírhely). Sírját 1928 áprilisában a Magyar Iparosszövetség megkoszorúzta.
1914-ben a Magyar Iparosok Országos Szervezete főtitkára lett, s tagja volt a Magyar Művelődés Társaságának, az Iparművészeti Társulatnak.

### Családja
Apja a lengyeltóti születésű Szirtes (1876-ig Steinberg) Ignác pedagógus (1850–1922) volt, anyja Goldstein Laura. Nem nősült meg.

## Művei
- Szerelem (versek, Budapest, 1904)[m 3]
- Az élet útja (Budapest, 1907)[35][m 4]
- Világharmónia (Budapest, 1908.)[36]
- Mária dalok (versek, Budapest, 1909)
- Új-Zéland, mint "korunk legfejlettebb szocialisztikus államszervezete" (Budapest, [1910])[37]
- Szociális jogtudomány és szociográfiai módszer (Budapest, 1912.)[38]
- A szociális jog elmélete (Budapest, 1913)[m 5]
- Társadalmi szervezkedés (Budapest, 1914)[39]
- Die Rechtswissenschaft eine Kulturmacht Zur Frage der gesellschaftlichen Vorbereitung des Gesetze (Einführung in das lebende Recht, H. 15.) (Hannover, 1916.)[40][m 6]
- A gazdaságpolitikai pártok fejlődése (Budapest, 1917)[m 7]
- Termelő exisztenciák szervezése (Budapest, 1917)[41]
- Társadalom és jogalkotás. In: Társadalmi jogalkotás országos szövetség munkálatai (Budapest, 1917–1918)[42][43]
- Jogalkotástani előadások. In: Társadalmi jogalkotás országos szövetség munkálatai (Budapest, 1917–1918)[43]
- Jogalkotástani előadások (Budapest, 1918)
- Zur Psychologie der öffentlichen Meinung (Wien, 1912.); Közvélemény és társadalmi fejlődés (Budapest, 1921)[44]
- Évek és énekek[m 8] (versek, Budapest, 1922.)[45][46]
- Szociálindividualizmus (1924)[47]
- A kollektív munkaszerződés (Budapest, 1925)

### Könyvismertetők Szirtestől
- Klotür és házszabály az angol parlamentben. Huszadik Század, 17. (1916: 1. sz.) 352–355.[m 9]
- Raoul Brugeilles: Le droit et la sociologie. Paris, 1909. Jogállam, 10. (1911: 10. sz.) 777–779.[48]

### Tanulmányok
- Új-Zéland mint "korunk legfejlettebb szocialisztikus szervezete". Huszadik Század, 11. (1910: 1. sz.) 624–638.
- Képek az ausztráliai munkásdemokráciákból. Huszadik Század, 12. (1911: 2. sz.) 337–345.
- A bér- és munka- feltételek törvényi szabályozása. Szociálpolitikai Szemle, 2. (1912: 5. sz.) 68–70.
- Uj hangok az angol parlamentarizmusról. Huszadik Század, 16. (1915: 2. sz.) 358–364.
- A szociális jogalkotás problémája. Huszadik Század, 17. (1916: 2. sz.) 20–34.